# Marek (Maymon)
Marek, nazwisko świeckie Alan Maymon (ur. 22 czerwca 1958 w New Albany) – amerykański biskup prawosławny.

## Życiorys
Był piątym z ośmiorga dzieci Johna i Catherine Maymon. Urodził się w rodzinie wyznania rzymskokatolickiego. Wykształcenie podstawowe uzyskał w szkole przy parafii Matki Boskiej Nieustającej Pomocy w New Albany. W tej samej miejscowości ukończył szkołę średnią. W 1985, na Oral Roberts University w Tulsie, uzyskał tytuł licencjata sztuk (Bachelor of Arts). Dwa lata później ukończył studia magisterskie na tej samej uczelni, specjalizując się w literaturze biblijnej, po czym został zatrudniony na uczelni jako adiunkt. Przez dziesięć lat był związany z katolickimi ruchami charyzmatycznymi.
W 1989 dokonał konwersji na prawosławie. O wyznaniu tym dowiedział się w czasie studiów oraz od ks. George'a Ebera z parafii św. Antoniego w Tulsie. Następnie, w 1991, ukończył seminarium duchowne św. Włodzimierza w Crestwood. Od 1993 do 1997 był pracownikiem szpitala psychiatrycznego w Mercy, a od 1997 do 2000 – ostrego dyżuru w centrum medycznym Uniwersytetu w Pittsburghu w Aliquippa.
17 sierpnia 1997 został wyświęcony na diakona (jako celibatariusz), zaś 7 września 1997 – na kapłana. Służył w jurysdykcji Archieparchii Amerykańskiej Patriarchatu Antiochii, w parafiach św. Jana Teologa w Beaver Falls (1997–2000) oraz św. Jerzego w Grand Rapids (2000–2001).
5 grudnia 2004 (?) został wyświęcony na biskupa Toledo i Środkowego Zachodu. Jego chirotonia biskupia odbyła się w katedrze patriarszej Zaśnięcia Matki Bożej w Damaszku, pod przewodnictwem patriarchy antiocheńskiego i całego Wschodu Ignacego IV. Był pierwszym konwertytą wyświęconym na biskupa w jurysdykcji Archieparchii Amerykańskiej Patriarchatu Antiochii.
1 stycznia 2011 został przyjęty w jurysdykcję Kościoła Prawosławnego w Ameryce. Otrzymał tytuł biskupa Baltimore, wikariusza diecezji Waszyngtonu. Był także administratorem diecezji Południa. W 2012, po wyborze biskupa Tichona na metropolitę całej Ameryki i Kanady, administrował zarządzaną przez niego wcześniej diecezją Wschodniej Pensylwanii. W 2014 zjazd duchowieństwa i wiernych diecezji nominował go na jej nowego ordynariusza. Intronizacja biskupa Marka miała miejsce 10 maja 2014.
W 2015 otrzymał godność arcybiskupa.